# Österreichische Bhutan Gesellschaft
Die Österreichische Bhutan Gesellschaft (bis 2010 Österreichisch-Bhutanische Kooperations-, Freundschafts- und Kulturgesellschaft) war eine bilaterale und interkulturelle Freundschaftsgesellschaft, welche die diplomatisch-staatlichen Beziehungen zwischen den beiden Ländern auf der Ebene der Zivilgesellschaft pflegen und ergänzen wollte. 
Ihre Nachfolgeorganisation ist der Verein der Freunde Bhutans, Österreich.

## Geschichte
Das Königreich Bhutan im östlichen Himalaja und die Republik Österreich unterhalten diplomatische Beziehungen seit dem 26. April 1989. Bhutan war bis Dezember 2023 das einzige Schwerpunktland der staatlichen österreichischen Entwicklungszusammenarbeit in Asien. Zuständig für Österreich ist die Botschaft von Bhutan bei den Vereinten Nationen in Genf. Die staatlich anerkannte Österreichische Bhutan Gesellschaft wurde am 13. März 1998 durch Ulli Walter und Claus Walter gegründet. Königlicher Honorargeneralkonsul war bis zum 30. Juli 2024 Gunther Hölbl.

## Organisation
Die Österreichische Bhutan Gesellschaft war eine beim bhutanischen Außenministerium eingetragene Organisation. Präsident war seit der Gründung im Jahr 1998 Ministerialrat Claus Walter, bis zu seiner Pensionierung Leiter der Stabsstelle Support International im Bildungsministerium und 15 Jahre lang Präsident des Dachverbands aller österreichisch-ausländischen Gesellschaften – PaN. Generalsekretärin war Jacqueline Strobl, als Sprecher fungierte Erwin Kubesch, Ehrenpräsident war Christian Prosl.
Schwestergesellschaft in der Hauptstadt Thimphu war die Bhutan Austria Society mit ihrem Präsidenten Langa Dorji.
Die Österreichische Bhutan Gesellschaft wurde in der Datenbank der Vereinten Nationen als anerkannte NGO aufgenommen. Bis zu ihrer Auflösung fungierte sie als Verbindungsbüro zur OSZE, dem Büro der Vereinten Nationen und allen anderen internationalen Organisationen mit Amtssitz in Wien.

## Tätigkeiten

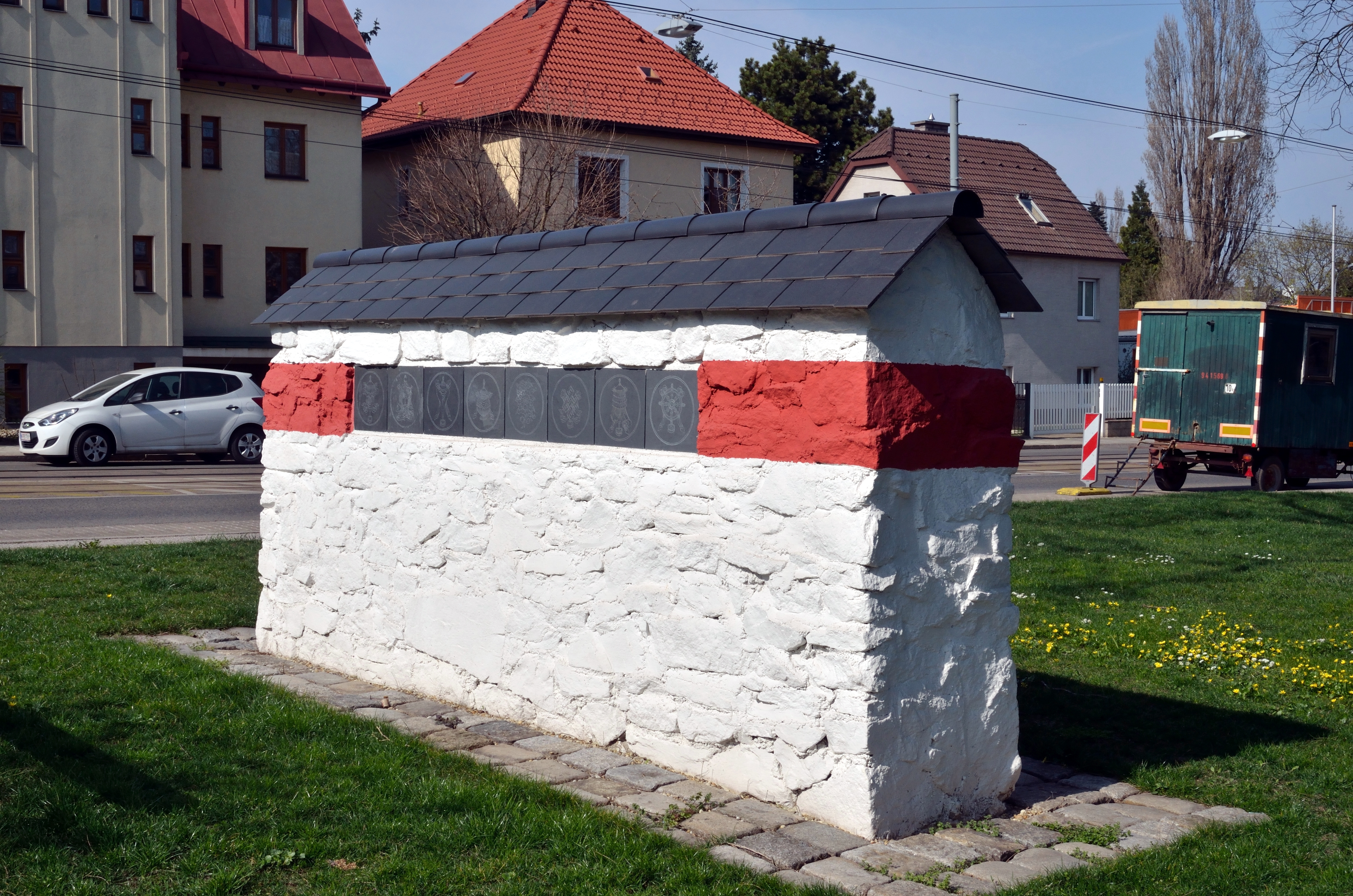
Die mit acht Glückssymbolen bestückte Mani-Mauer im Wiener Druk-Yul-Park

Die Gesellschaft existiert nicht mehr. 

## Auszeichnungen
- 2014: PaN-Preis des österreichischen Außenministeriums[3]